# Porphyrinia divisa
Porphyrinia divisa är en fjärilsart som beskrevs av Moore 1881. Porphyrinia divisa ingår i släktet Porphyrinia och familjen nattflyn. Inga underarter finns listade i Catalogue of Life.